# Wiktor Awczenko
Wiktor Fiodorowicz Awczenko (ros. Ви́ктор Фё́дорович Авченко, ur. 17 października 1916 w obwodzie nadmorskim (późniejszy Kraj Nadmorski), zm. 6 lipca 1987 we Władywostoku) – radziecki działacz partyjny i państwowy.

## Życiorys
Ukończył technikum łączności w Chabarowsku, służył w pododdziałach łączności w Spasku Dalnim i Woroszyłowsku w Kraju Dalekowschodnim, był żołnierzem Armii Czerwonej, od 1944 należał do WKP(b). W 1945 został redaktorem gazety „Prichankajskaja Prawda” w Spasku Dalnim, potem był funkcjonariuszem partyjnym, m.in. I sekretarzem Czernihowskiego Komitetu Rejonowego KPZR w Kraju Nadmorskim i I sekretarzem Chorolskiego Komitetu Rejonowego KPZR w Kraju Nadmorskim. Od 1961 do grudnia 1962 był zastępcą przewodniczącego Komitetu Wykonawczego Nadmorskiej Rady Krajowej, od grudnia 1962 do grudnia 1964 przewodniczącym Komitetu Wykonawczego Nadmorskiej Wiejskiej Rady Krajowej, od grudnia 1964 do 1972 sekretarzem Nadmorskiego Komitetu Krajowego KPZR, a 1972–1977 głównym państwowym inspektorem ds. kupna i jakości produktów rolnych Ministerstwa Zapasów ZSRR na Kraj Nadmorski. Został odznaczony Orderem Lenina i Orderem Znak Honoru.